# Бермениј
Бермениј (фр. Bermesnil) насеље је и општина у североисточној Француској у региону Пикардија, у департману Сома која припада префектури Амјен.
По подацима из 2011. године у општини је живело 234 становника, а густина насељености је износила 57,07 становника/km². Општина се простире на површини од 4,1 km². Налази се на средњој надморској висини од 179 метара (максималној 179 m, а минималној 135 m).

## Демографија
| 1962. | 1968. | 1975. | 1982. | 1990. | 1999. | 2011. |
| ----- | ----- | ----- | ----- | ----- | ----- | ----- |
| 165   | 186   | 182   | 200   | 214   | 203   | 234   |

График промене броја становника у току последњих година